# Liga de Eslovaquia de balonmano
La Extraliga es la primera división de balonmano en Eslovaquia, la cual fue fundada en 1993.

## Palmarés
- 1993-94 - Lokomotíva Trnava
- 1994-95 - Agro VTJ Topoľčany
- 1995-96 - Agro VTJ Topoľčany
- 1996-97 - VSŽ Košice
- 1997-98 - Agro VÚB Topoľčany
- 1998-99 - VSŽ Košice
- 1999-00 - ŠKP Sečovce
- 2000-01 - ŠKP Sečovce
- 2001-02 - MŠK Považská Bystrica
- 2002-03 - MŠK Považská Bystrica
- 2003-04 - HT Tatran Prešov
- 2004-05 - HT Tatran Prešov
- 2005-06 - MŠK Považská Bystrica
- 2006-07 - HT Tatran Prešov
- 2007-08 - HT Tatran Prešov
- 2008-09 - HT Tatran Prešov
- 2009-10 - HT Tatran Prešov
- 2010-11 - HT Tatran Prešov
- 2011-12 - HT Tatran Prešov
- 2012-13 - HT Tatran Prešov
- 2013-14 - HT Tatran Prešov
- 2014-15 - HT Tatran Prešov
- 2015-16 - HT Tatran Prešov
- 2016-17 - HT Tatran Prešov
- 2017-18 - HT Tatran Prešov
- 2018-19 - HT Tatran Prešov
- 2020-21 - HT Tatran Prešov
- 2021-22 - HT Tatran Prešov
- 2022-23 - MŠK Považská Bystrica
- 2023-24 - HT Tatran Prešov
- 2024-25 - HT Tatran Prešov

## Palmarés por equipo
| Club                  | Títulos |
| --------------------- | ------- |
| HT Tatran Prešov      | 19      |
| MŠK Považská Bystrica | 4       |
| Agro VTJ Topoľčany    | 3       |
| ŠKP Sečovce           | 2       |
| VSŽ Košice            | 2       |
| Lokomotíva Trnava     | 1       |